# Severiano
Severiano (latino: Severianus; ... – 313) è stato il figlio dell'imperatore romano Flavio Severo nonché allievo del filosofo Proclo.
Nel 313 si trovava assieme a Massimino Daia, e alla morte di questi ebbe delle speranze di prendere la porpora, ma fu fatto uccidere da Licinio.